# دزیدر کاردش
دِزیدِر کاردُش (اسلواکی: Dezider Kardoš؛ ۲۳ دسامبر ۱۹۱۴ – ۱۸ مارس ۱۹۹۱) آهنگساز اهل کشور اسلواکی و یکی از نمایندگان اصلی موسیقی کلاسیک مدرن اسلواکی بود. او در سال ۱۹۷۵ عنوان هنرمند ملی را دریافت کرد.